# Bawu

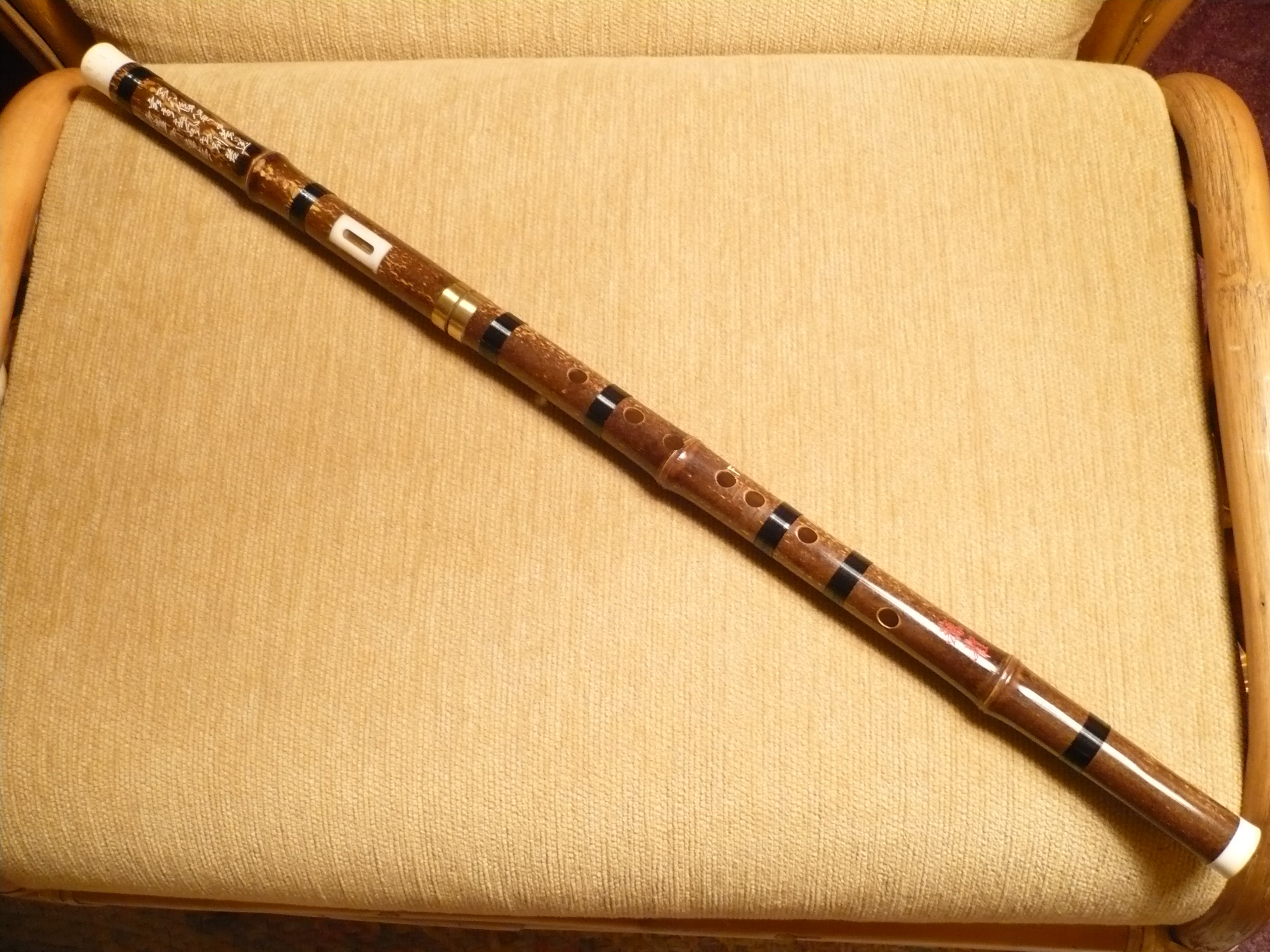
Bawu

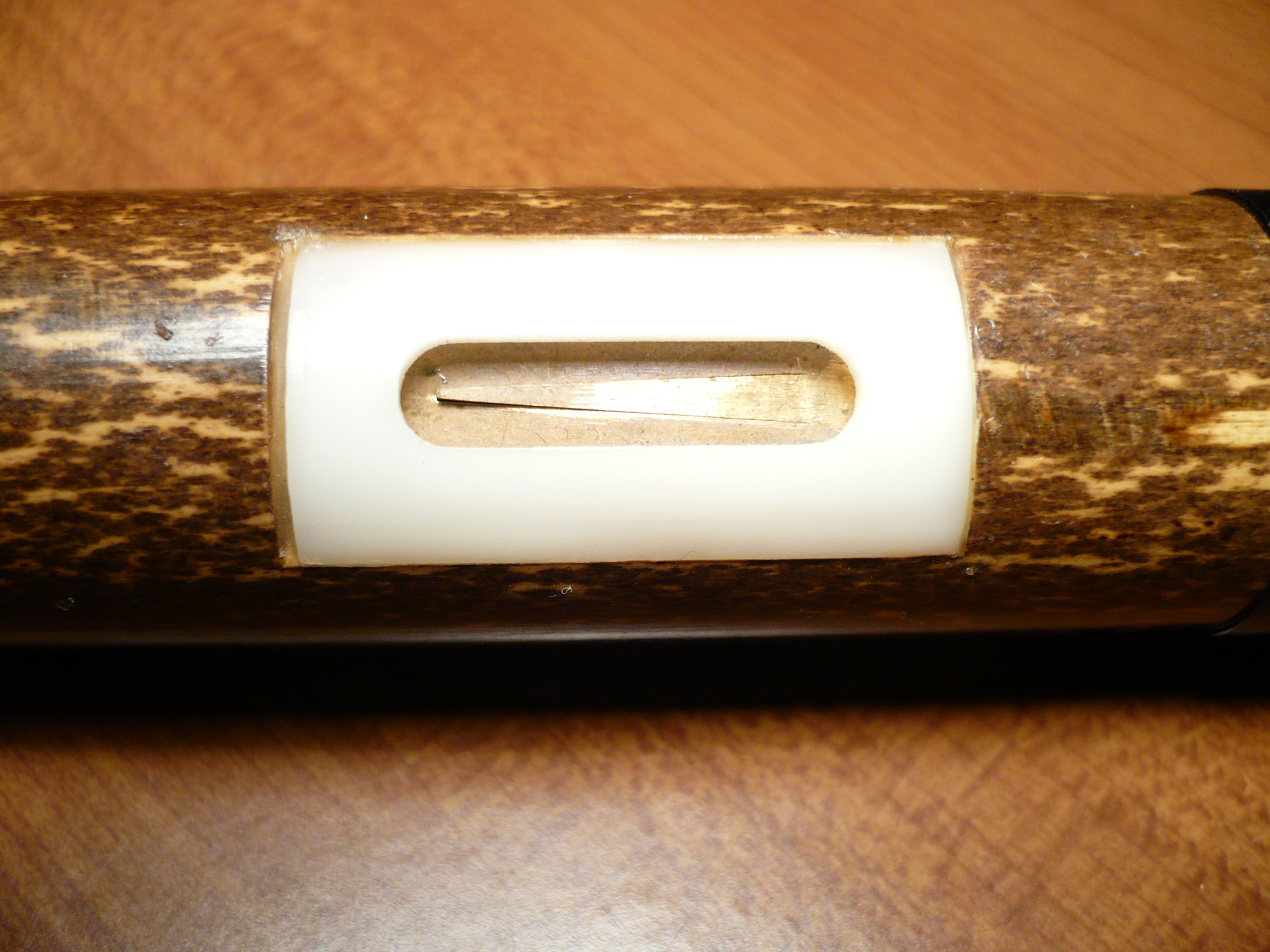
Mondstuk van een bawu

Een bawu (traditioneel: 巴烏, vereenvoudigd: 巴乌) is een aerofoon met een driehoekige doorslaande tong van messing (of bamboe) als riet, die horizontaal aangeblazen wordt (zoals een dwarsfluit), maar waarbij de speler met de mond het hele riet bedekt. Het instrument wordt in Zuid-China in de provincie Yunnan door onder andere de Yi-, Hani-, Dai-, Wa-, Buland- en Miao-minderheden gebruikt, waar het zeer populair is. De Chinese componist Tan Dun bespeelt het instrument in de film Crouching Tiger, Hidden Dragon.
Het instrument wordt traditioneel van bamboe gemaakt, soms met einden van ossen-hoorns (of van plastic bij goedkopere instrumenten). Het timbre is vergelijkbaar met de westerse klarinet. Het instrument heeft een duimgat, zes overige bespeelbare gaten en een gat dat gebruikt wordt bij het maken van het instrument, om te stemmen. Het bereik is een octaaf of een grote none, afhankelijk van de maker van het instrument. In tegenstelling tot de ala en de ding tac ta uit Vietnam is de buis aan het uiteinde helemaal dicht. De meeste bawu's worden tweedelig gemaakt, zodat de speler het instrument kan verstemmen. Een bawu in G maakt deze tonen: D, E, F#, G, A, B, D, E. De lage D is niet altijd aanwezig, en is bij sommige bawu's moeilijk zuiver te krijgen. Door gebruik van vorkgrepen en halve gaten kunnen tonen tussen de standaardladder in, ook gebruikt worden. Dit kost wel enkele oefening. De laatste jaren zijn er steeds meer "verbeterde" bawu's verschenen, waaronder instrumenten van palissanderhout of 'queens tears' bamboe of zelfs van plastic, en extra kleppen voor meer bereik in het hoog en laag.

## Geschiedenis
De bawu in zijn huidige vorm is ontstaan in Yunnan, zuid China. Veel is onbekend over de geschiedenis van de bawu en andere doorslaande tong aerofonen, zoals de horizontaal aangeblazen ala en dja mblai uit Vietnam, de schuin aangeblazen pi joom uit Thailand en de verticaal aangeblazen Chinese hulusi, maar het is aannemelijk dat al deze instrumenten (en dus ook instrumenten als de westerse mondharmonica, accordeon, de Chinese sheng en Thaise khaen afstammen van vroege centraal en verre oosterse mondharpen, zoals de Vietnamese dan moi. De doorslaande tong als riet is hierbij ongeveer hetzelfde als de constructie van de mondharp. Het verschil is dat bij een mondharp de mond de resonantie versterkt, en dat dit in het geval van Aziatische doorslaande tong instrumenten door een kalebas of bamboe / houten buis gedaan wordt.